# Audrey Koumba
Adjane Audrey Koumba Imanda, née le 8 avril 1989 à Libreville, est une judokate gabonaise.

## Carrière
Audrey Koumba évolue d'abord dans la catégorie des moins de 63 kg ; elle est médaillée de bronze aux Jeux africains de 2007. 
Elle combat ensuite en moins de 78 kg ; elle est médaillée d'argent aux Championnats d'Afrique de judo 2012 et aux Championnats d'Afrique de judo 2013 et médaillée de bronze aux Championnats d'Afrique de judo 2010 et aux Championnats d'Afrique de judo 2011. 
Elle est éliminée au deuxième tour des Jeux olympiques de 2012 par la Hongroise Abigél Joó.